# Longyou
Longyou (龙游县,  Lóngyóu Xiàn) ist ein Kreis der bezirksfreien Stadt Quzhou in der chinesischen Provinz Zhejiang. Die Fläche beträgt 1.143 Quadratkilometer und die Einwohnerzahl 360.229 (Stand: Zensus 2020). 1999 zählte Longyou 403.644 Einwohner.
Die Longyou-Grotten zeugen von der 2000-jährigen Besiedlung.
Die Dagoba von Huzhen (Huzhen sheli ta 湖镇舍利塔) steht seit 2001 auf der Liste der Denkmäler der Volksrepublik China (5-295).